# Mehdya
Mehdya (in arabo المهدية‎?, al-Mahdiyā), anche Mehdia o Mehedya, è una città nella provincia di Kénitra, Rabat-Salé-Kénitra, in Marocco. Precedentemente chiamata al-Ma'mura, era conosciuta come São João da Mamora sotto l'occupazione portoghese del XVI secolo, o come La Mamora sotto l'occupazione spagnola del XVII secolo.
Secondo il censimento del 2004, la città ha una popolazione di 16.262 abitanti. Si trova sul fiume Sebou (Oued Sebu o Uadi Sebu).

## Storia
Mehdya era precedentemente chiamata Al-Ma'mura ("il ben popolato") o La Mamora in Europa, ed era un porto sulla costa del Marocco. Secondo un antico racconto, nel sito fu fondata una colonia nel V secolo a.C. dai Cartaginesi da Annone, che la chiamarono Thymiaterium.

### Governo portoghese (1515–1541)
Fu conquistato dai portoghesi nel 1515 e ribattezzato São João da Mamora. Complessivamente, i portoghesi hanno conquistato 6 città marocchine e costruito 6 fortezze autonome sulla costa Atlantica marocchina, tra il fiume Loukos a nord e il fiume Sous a Sud. Quattro delle fortezze autonome ebbero solo una breve durata: Graciosa (1489), Forte de São João de Mamora (1515), Castelo Real di Mogador (1506–10) e Aguz (1520–25). Due di loro sarebbero diventati insediamenti urbani permanenti: Santa Cruz do Cabo de Gué ( Agadir, fondata nel 1505-06), e Mazagan fondata nel 1514-17. I portoghesi dovettero abbandonare la maggior parte dei loro insediamenti tra il 1541 e il 1550, sebbene riuscirono a mantenere Ceuta, Tangeri e Mazagan.

### Occupazione spagnola (1614–1681)

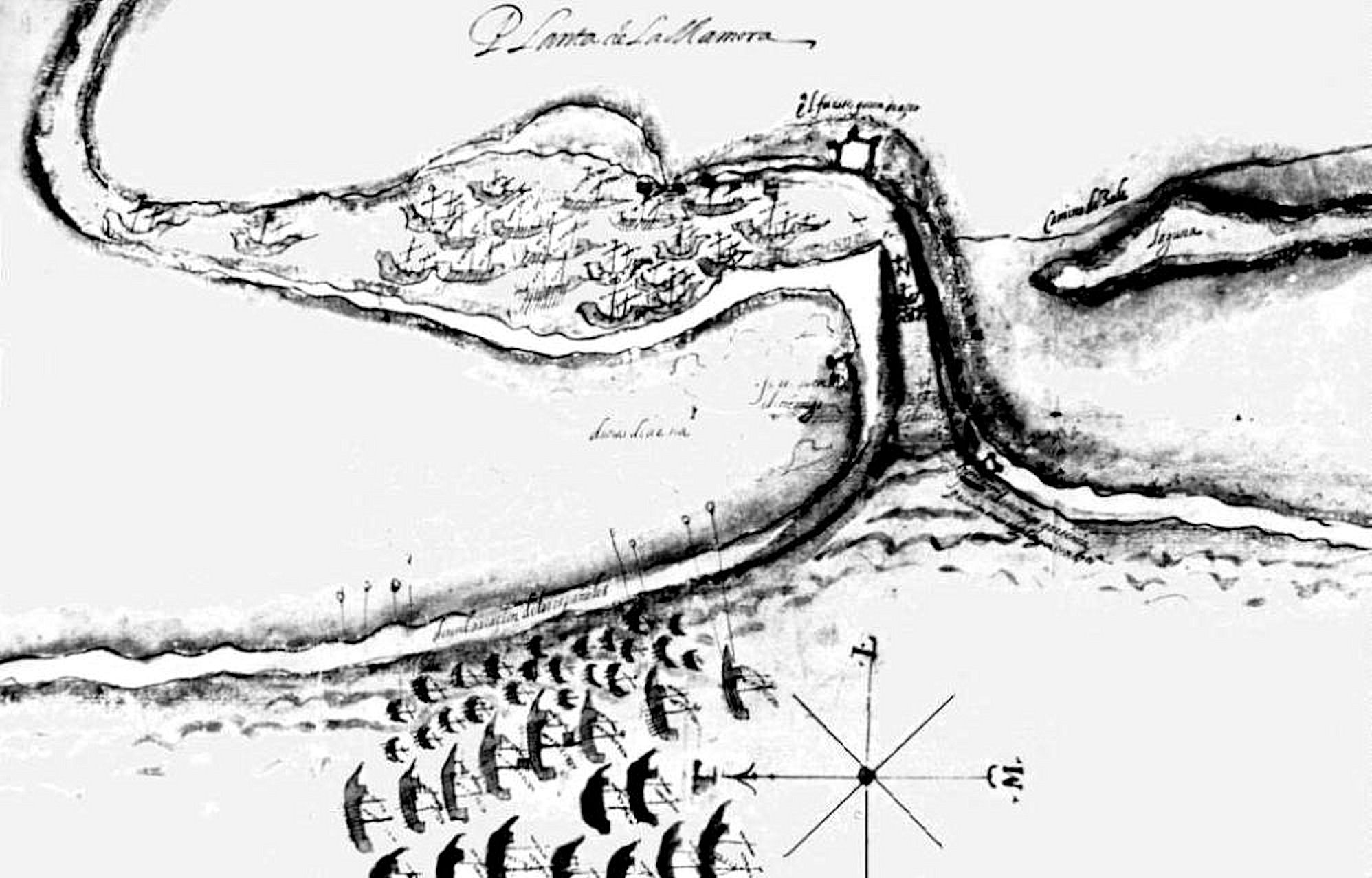
Porto di La Mamora sotto gli spagnoli.

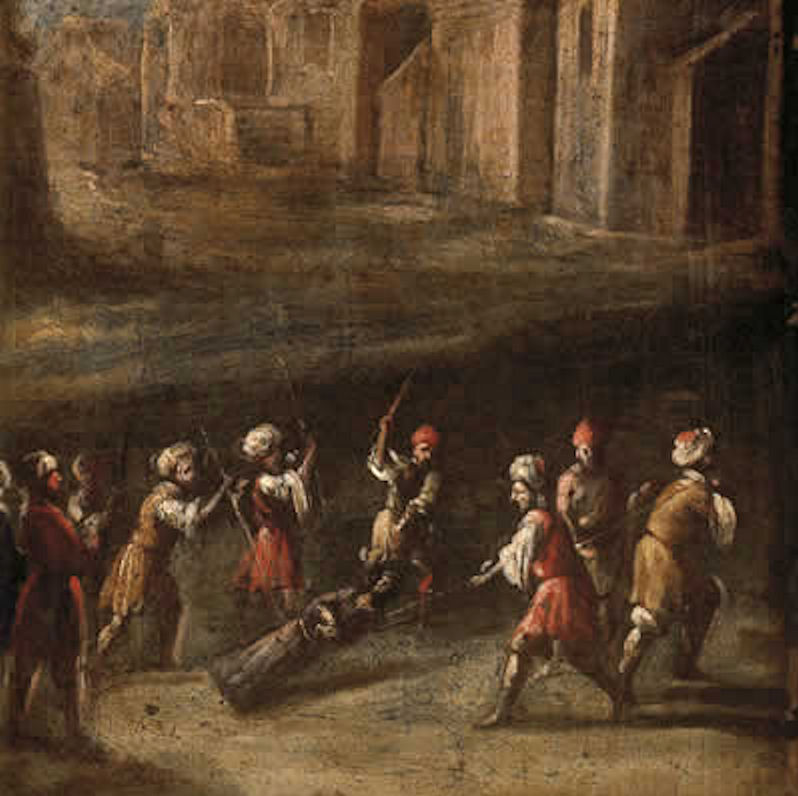
Il Cristo di Medinaceli, saccheggiato a La Mamora (Medhya), trascinato per le strade di Meknes, quadro di Juan de Valdés Leal, 1681.

Mehdya, conosciuta come La Mamora, fu sotto il dominio spagnolo tra il 1614 e il 1681. Dopo aver catturato Larache nel 1610, una flotta spagnola al comando dell'ammiraglio Luis Fajardo de Córdoba catturò Al-Ma'mura durante il regno di Mulay Zidan nell'agosto 1614, a causa del periodo di anarchia che seguì la morte di Mulay al-Mansur nel 1603. Dopo le trattative con Mulay Zidan, lasciarono una forte guarnigione di 1.500 uomini e chiamarono il porto San Miguel de Ultramar.
Il signore della guerra Sidi al-Ayachi guidò una controffensiva contro l'Impero spagnolo, corsarando contro la sua spedizione, e ottenendo l'aiuto dei moriscos e degli inglesi. Intorno al 1627, il sultano riuscì a catturare temporaneamente Al-Ma'mura e ad aggiungerlo alla sua Repubblica di Salé.
Gli spagnoli mantennero la città per 67 anni, quando fu conquistata dal sultano Alauita Moulay Ismaïl nel 1681. Secondo la tradizione, il vescovo di Cadice aveva commissionato una statua di Gesù Cristo per la chiesa di La Mamora, che era nella diocesi di Cadice. Quando i marocchini rioccuparono la città nel 1681 presero la statua come bottino, ed in seguito gli spagnoli diedero un riscatto per la restituzione della statua, che fu portata a Madrid dove è oggi venerata con il nome di Cristo de Medinaceli.

### Periodo marocchino (dal 1681)
Il nuovo sultano Mulay Ismail prese d'assalto la città nel 1681 e ribattezzò la città al-Mahdiya. L'iconica Kasbah Mahdiyya è stata restaurata e ampliata durante questo periodo.
Nel 1795, il sultano Mulay Slimane chiuse il porto di Mehdya per evitare incursioni straniere.
I francesi occuparono Mehdya nel 1911.
Circa 9.000 truppe alleate, trasportate da 19 navi da guerra durante la seconda guerra mondiale, furono sbarcate a Mehdya durante l'operazione Torch nel 1942.